# Luigi Mazzini
Luigi Mazzini (Mortara, 13 luglio 1883 – Roma, 1º maggio 1967) è stato un generale italiano, veterano della guerra italo-turca, della prima guerra mondiale, e della guerra d'Etiopia. Nel corso della seconda guerra mondiale fu comandante della 33ª Divisione fanteria "Acqui", e poi della 224ª Divisione costiera. Decorato con tre Medaglie di bronzo e la Croce di guerra al valor militare.

## Biografia
Nacque a Mortara, provincia di Pavia, il 13 luglio 1883, figlio di Carlo e Merope Spagna. Arruolatosi nel Regio Esercito, il 5 settembre 1904 entrò come Allievo ufficiale nella Regia Accademia Militare di Artiglieria e Genio di Torino, da cui uscì con il grado di sottotenente assegnato all'arma di artiglieria.
Combatté durante la guerra italo-turca, distinguendosi particolarmente nel corso delle battaglie di Ain Zara, Gargaresh e Zanzur, tanto da venire decorato di una Medaglia di bronzo al valor militare. Nel corso della grande guerra si distinse durante la campagna di Albania in forza al I Raggruppamento misto artiglieria della 38ª Divisione, meritando la concessione della Croce di guerra al valor militare.
Promosso colonnello il 12 giugno 1933, tra il 1 gennaio 1934 e il 24 settembre 1935 fu comandante del 3º Reggimento artiglieria alpina "Julia".
Il 31 dicembre 1935 passò al comando del neocostituito 5º Reggimento artiglieria alpina "Pusteria" con cui partì per combattere nella guerra d'Etiopia.
Decorato con una seconda Medaglia di bronzo al valor militare, il 24 settembre 1937 venne sostituito al comando del 5º Reggimento artiglieria alpina dal colonnello Antonio Norcen, e ritornò in Patria.
Il 20 dicembre 1937 fu promosso generale di brigata assumendo dapprima il comando della Scuola per ufficiali di complemento di artiglieria e poi, dal 1939, il comando dell'Artiglieria del I Corpo d'armata a Torino.
All'atto dell'ingresso in guerra del  Regno d'Italia, avvenuta il 10 giugno 1940, si trovava al comando dell'artiglieria della 4ª Armata operante sul fronte alpino occidentale contro la Francia, rimanendovi sino al febbraio 1941. Decorato con una terza Medaglia di bronzo al valor militare, in quello stesso mese assunse il comando della 33ª Divisione fanteria "Acqui", in quei giorni impegnata sul fronte greco-albanese. Nel mese di aprile al comando dell Grande Unità prese parte alle operazioni di sbarco sulle isole ioniche di Cefalonia, Corfù, Itaca e Santa Maura. Il 1 luglio seguente fu promosso generale di divisione.
Il 24 ottobre 1942, dopo oltre un anno e mezzo di occupazione dell'isola, fu avvicendato al comando della "Acqui" dal generale Ernesto Chiminello, rimpatriando per venire assegnato al comando della 224ª Divisione costiera, costituita nel gennaio 1943 a Nizza, nella Francia occupata.
Il 26 aprile fu assegnato al ministero della guerra per incarichi speciali ed il 12 luglio 1943 transitò nella riserva per raggiunti limiti d'età. Si spense il 1 maggio 1967.

### Annotazioni
1. ↑  Composto dai Gruppi "Belluno" e "Lanzo", integrati da batterie provenienti dai Gruppi "Susa", "Mondovì", "Asti", "Conegliano", "Vicenza".

### Fonti
1. 1 2 3 4 5 6 7 8 9  Generals.
2. ↑  Gazzetta Ufficiale del Regno d'Italia n. 225 del 26 settembre 1935, pag. 4723.
3. ↑  Supplemento ordinarioGazzetta Ufficiale del Regno d'Italia n. 28 del 26 settembre 1935, pag. 7.
4. ↑  Gazzetta Ufficiale del Regno d'Italia n. 86 del 13 aprile 1937, pag. 1379.